# Художественный стиль
Литературно-худо́жественный стиль — функциональный стиль речи, который применяется в художественной литературе. Этот стиль воздействует на воображение, психику и чувства читателя, передаёт мысли и чувства автора, использует всё богатство лексики, возможности разных стилей, характеризуется образностью, эмоциональностью речи.

## Функции художественного стиля
1. Эстетическая. В художественном произведении слово не только несёт определённую информацию, но и служит для эстетического воздействия на читателя при помощи художественных образов.
2. Воздействующая. Чем ярче и правдивее образ, тем сильнее он воздействует на читателя.
3. Коммуникативная. Через символы и образы автор стремится выразить свои мысли, чувства и эмоции.

## Характеристика художественного стиля

### Фонетико-стилистическая характеристика
- Широко используются многозначные слова, чтобы с их помощью можно было вкладывать в повествование скрытый смысл.
- Допустимо несоответствие в произносительной норме некоторых слов:

Мы, старики, уж нынче не танцуем,

Музы́ки гром не призывает нас.А. С. Пушкин
- Авторское своеобразие стиля, проявляющееся в композиционных особенностях построения текста, языке героев.

### Лексико-семантическая характеристика
- Лексика многообразна: может быть как литературной, так и вбирать в себя разговорные (иногда даже бранные) выражения, архаизмы, историзмы, научную терминологию, неологизмы.
- Средства художественной выразительности разнообразны и многочисленны.

#### Выразительно-изобразительные средства языка
1. Тропы (сравнения, олицетворения, аллегория, эпитет, метафора, метонимия, синекдоха и т. п.)
2. Стилистические фигуры (гипербола, литота, анафора, эпифора, градация, параллелизм, риторический вопрос, умолчание и т. п.)

Троп (от др.-греч. τρόπος — оборот) — в художественном произведении слова и выражения, используемые в переносном значении с целью усилить образность языка, художественную выразительность речи.
Основные виды тропов:
- Мета́фора (от др.-греч. μεταφορά — «перенос», «переносное значение») — троп, слово или выражение, употребляемое в переносном значении, в основе которого лежит неназванное сравнение предмета с каким-либо другим на основании их общего признака. («Природой здесь нам суждено в Европу прорубить окно»). Любая часть речи в переносном значении.
- Метони́мия (др.-греч. μετονυμία — «переименование», от μετά — «над» и ὄνομα/ὄνυμα — «имя») — вид тропа, словосочетание, в котором одно слово замещается другим, обозначающим предмет (явление), находящийся в той или иной (пространственной, временной и так далее) связи с предметом, который обозначается замещаемым словом. Замещающее слово при этом употребляется в переносном значении. Метонимию следует отличать от метафоры, с которой её нередко путают, между тем как метонимия основана на замене слова «по смежности» (часть вместо целого или наоборот, представитель вместо класса или наоборот, вместилище вместо содержимого или наоборот, и тому подобное), а метафора — «по сходству». Частным случаем метонимии является синекдоха. («Все флаги в гости будут к нам», где флаги замещают страны.)
- Эпи́тет (от др.-греч. ἐπίθετον — «приложенное») — определение при слове, влияющее на его выразительность. Выражается преимущественно именем прилагательным, но также наречием («горячо любить»), именем существительным («веселья шум»), числительным («вторая жизнь»).

Эпитет — слово или целое выражение, которое, благодаря своей структуре и особой функции в тексте, приобретает некоторое новое значение или смысловой оттенок, помогает слову (выражению) обрести красочность, насыщенность. Употребляется как в поэзии (чаще), так и в прозе («робкое дыхание»; «пышная примета»).
- Сине́кдоха (др.-греч. συνεκδοχή) — троп, разновидность метонимии, основанная на перенесении значения с одного явления на другое по признаку количественного отношения между ними. («Всё спит — и человек, и зверь, и птица»; «Мы все глядим в Наполеоны»; «В крыше для моего семейства»; «Ну что ж, садись, светило»; «Пуще всего береги копейку».)
- Гипе́рбола (из др.-греч. ὑπερβολή «переход; чрезмерность, избыток; преувеличение») — стилистическая фигура явного и намеренного преувеличения, с целью усиления выразительности и подчёркивания сказанной мысли. («Я говорил это тысячу раз»; «Нам еды на полгода хватит».)
- Лито́та — образное выражение, приуменьшающее размеры, силу, значение описываемого. Литоту называют обратной гиперболой. («Ваш шпиц, прелестный шпиц, не более напёрстка»).
- Сравне́ние — троп, в котором происходит уподобление одного предмета или явления другому по какому-либо общему для них признаку. Цель сравнения — выявить в объекте сравнения новые, важные для субъекта высказывания свойства. («Мужик глуп, как свинья, а хитёр, как чёрт»; «Мой дом — моя крепость»; «Он ходит гоголем»; «Попытка — не пытка».)
- В стилистике и поэтике, перифра́з (перефра́з, перифра́за; от др.-греч. περίφρασις — «описательное выражение», «иносказание»: περί — «вокруг», «около» и φράσις — «высказывание») — это троп, описательно выражающий одно понятие с помощью нескольких.

Перифраз — косвенное упоминание объекта путём не называния, а описания. («Ночное светило» = «луна»; «Люблю тебя, Петра творенье!» = «Люблю тебя, Санкт-Петербург!»).
- Аллего́рия (иносказание) — условное изображение абстрактных идей (понятий) посредством конкретного художественного образа или диалога.

Например:
Грустит соловей у поверженной розы,

надрывно поёт над цветком.

Но льёт и садовое пугало слёзы,

любившее розу тайком.
- Олицетворе́ние (персонифика́ция, прозопопея) — троп, присвоение свойств одушевлённых предметов неодушевлённым. Весьма часто олицетворение применяется при изображении природы, которая наделяется теми или иными человеческими чертами.

Например:
А и горе, горе, гореваньице!

А и лыком горе подпоясалось,

Мочалами ноги изопутаны.Народная песня
Государство словно отчим злой,

от кого, увы, не убежать,

ибо невозможно взять с собой

Родину – страдающую мать.Айдын Ханмагомедов, Ответ на визу
- Иро́ния (от др.-греч. εἰρωνεία — «притворство») — троп, в котором истинный смысл скрыт или противоречит (противопоставляется) смыслу явному. Ирония создаёт ощущение, что предмет обсуждения не таков, каким он кажется. («Где уж нам, дуракам, чай пить».)
- Сарка́зм (греч. σαρκασμός, от σαρκάζω, буквально «разрывать [мясо]») — один из видов сатирического изобличения, язвительная насмешка, высшая степень иронии, основанная не только на усиленном контрасте подразумеваемого и выражаемого, но и на немедленном намеренном обнажении подразумеваемого.

Сарказм — это насмешка, которая может открываться позитивным суждением, но в целом всегда содержит негативную окраску и указывает на недостаток человека, предмета или явления, то есть того, в отношении чего происходит.
Примеры:
Капиталисты готовы продать нам веревку, на которой мы их повесим.
Если больной очень хочет жить, врачи бессильны.
Бесконечны лишь Вселенная и глупость человеческая, при этом относительно первой из них у меня имеются сомнения.

### Словообразовательная характеристика
В художественных произведениях суффиксы могут придавать словам нужную эмоциональную окраску. С их помощью автор выражает различные оттенки чувств: суффикс выявляет и показывает отношение говорящего к обсуждаемому предмету, качеству, признаку.

### Морфологическая характеристика
- Частотность глаголов, которые придают речи динамичность.
- Чаще, чем в других стилях, употребляются личные местоимения, придающие тексту искренность.
- Большое количество прилагательных и причастий, передающих образное описание предмета.

### Синтаксическая характеристика
Использование всего арсенала имеющихся в языке синтаксических средств: повествовательные, вопросительные, восклицательные предложения; цитаты, прямая речь, причастные, деепричастные обороты.

## Подстили и жанры художественного стиля
1. эпический (прозаический): сказка, рассказ, повесть, роман, эссе, новелла, очерк, фельетон;
2. лирический (поэтический): стихотворение, ода, басня, сонет, мадригал, эпиграмма, эпитафия, элегия;
3. драматический: драма, комедия, трагедия, мистерия, водевиль, фарс, феерия, мюзикл.

## Художественно-беллетристический стиль
Художественно-беллетристический стиль имеет эстетическую функцию воздействия. В нём наиболее ярко отражается литературный и, шире, общенародный язык во всём его многообразии и богатстве, становясь явлением искусства, средством создания художественной образности. В этом стиле наиболее широко представлены все структурные стороны языка: словарный состав со всеми прямыми и переносными значениями слов, грамматический строй со сложной и разветвлённой системой форм и синтаксических типов.